# Prenzlau
Prenzlau este o localitate în districtul Uckermark, landul Brandenburg, Germania.

## Istoric
Ducatul Pomeraniei 1187–1250

 Margrafiatul Brandenburg 1250–1320

 Ducatul Pomeraniei 1320–1426

 Electoratul Brandenburg 1426–1618

 Brandenburg-Prusia 1618–1701

 Regatul Prusiei 1701–1871

 Imperiul German 1871–1918

 Republica de la Weimar 1918–1933

 Imperiul German 1933–1945

 Zonele aliate de ocupație din Germania 1945–1949

 Republica Democrată Germană 1949–1990

 Republica Federală Germană 1990–prezent 
1. ↑  Alle politisch selbständigen Gemeinden mit ausgewählten Merkmalen am 31.12.2018 (4. Quartal) (în germană), Statistisches Bundesamt[*], arhivat din original la 10 martie 2019, accesat în 10 martie 2019
2. ↑  Bevölkerungsentwicklung und Flächen der kreisfreien Städte Landkreise und Gemeinden im Land Brandenburg - 2017 (în germană), Amt für Statistik Berlin-Brandenburg[*], accesat în 10 martie 2019